# شیمی اعصاب
شیمی اعصاب (به انگلیسی: Neurochemistry) و (به آلمانی: Neurochemie) علمی است که به مطالعهٔ مواد شیمیایی عصبی و مطالعهٔ پیامرسان‌های عصبی و نقش آن‌ها در دستگاه عصبی بدن و تأثیرات آن‌ها بر نورون‌ها می‌پردازد. این دانش به نزدیکی عملکرد مواد شیمیایی عصبی را بررسی می‌کند و عواملی را که بر کارکرد آن‌ها تأثیرگذار هستند را نیز بررسی می‌کند.

## تاریخچه
مفهوم شیمی اعصاب نخستین بار در سال ۱۹۵۴ توسط مقالاتی که به وسیلهٔ سمپوزیوم بین‌المللی مواد شیمیایی عصبی (به انگلیسی: International Neurochemical Symposia) منتشر شد، مطرح گشت پس از آن نشست‌های جهانی میان دانشمندان منجر به تأسیس انجمن‌هایی چون انجمن بین‌المللی شیمی اعصاب و انجمن شیمی اعصاب آمریکا گشت.